# Paradrina fusca
Paradrina fusca là một loài bướm đêm trong họ Noctuidae.